# Sytschowo (Kaliningrad)
Sytschowo (russisch Сычёво, deutsch Krattlau) ist ein Ort in der russischen Oblast Kaliningrad. Er gehört zur kommunalen Selbstverwaltungseinheit Stadtkreis Selenogradsk im Rajon Selenogradsk.

## Geographische Lage
Sytschowo liegt 33 Kilometer nordwestlich der Stadt Kaliningrad (Königsberg) südlich der Kommunalstraße 27K-101, die Ruskoje (Germau) an der Regionalstraße 27A-013 (ex A192) mit Dworiki (Klein Dirschkeim) und Schatrowo (Weidehnen) verbindet und ist über eine Stichstraße zu erreichen. Eine Bahnanbindung besteht nicht.

## Geschichte
Das bis 1946 Krattlau genannte und aus mehreren großen Höfen bestehende Dorf erlebte seine Gründung im Jahre 1394. Zwischen 1874 und 1945 war Krattlau in den Amtsbezirk Germau (heute russisch: Russkoje) eingegliedert, der zum Landkreis Fischhausen, 1939 bis 1945 zum Landkreis Samland im Regierungsbezirk Königsberg der preußischen Provinz Ostpreußen gehörte. Im Jahre 1910 zählte das Dorf 115 Einwohner.
Am 30. September 1928 gab Krattlau seine Eigenständigkeit auf und schloss sich mit den Nachbarorten Sacherau (heute russisch: Morosowka), Kirpehnen (Powarowka), Trulick (heute nicht mehr existent) und Germau (Russkoje) zur neuen Landgemeinde Germau zusammen.
In Kriegsfolge kam Krattlau im Jahre 1945 mit dem nördlichen Ostpreußen zur Sowjetunion. Der Ort erhielt im Jahr 1947 die russische Bezeichnung Sytschowo und wurde gleichzeitig dem Dorfsowjet Schatrowski selski Sowet im Rajon Primorsk zugeordnet. Später gelangte der Ort in den Powarowski selski Sowet. Von 2005 bis 2015 gehörte Sytschowo zur Landgemeinde Krasnotorowskoje selskoje posselenije und seither zum Stadtkreis Selenogradsk.

## Kirche
Die mehrheitlich evangelische Einwohnerschaft Krattlaus war vor 1945 in das Kirchspiel der Pfarrkirche in Germau (heute russisch: Russkoje) eingegliedert. Es gehörte zum Kirchenkreis Fischhausen (Primorsk) innerhalb der Kirchenprovinz Ostpreußen der Kirche der Altpreußischen Union. Heute liegt Sytschowo im Einzugsbereich der evangelisch-lutherischen Auferstehungskirche in Kaliningrad (Königsberg) in der Propstei Kaliningrad der Evangelisch-lutherischen Kirche Europäisches Russland.